# Nicolas Chalifour
Pour les articles homonymes, voir Chalifour.
Nicolas Chalifour, est un écrivain québécois né à Québec le 3 novembre 1970, auteur de trois romans.

## Biographie
Nicolas Chalifour a suivi des études de lettres à l'Université de Montréal puis à l'Université du Québec à Montréal. Il enseigne la littérature au Cégep Édouard-Montpetit à Longueuil.

## Publications

### Romans et nouvelles
- Vu d'ici tout est petit, Montréal, Éditions Héliotrope, 2009[2],[3] (Finaliste : Prix des libraires du Québec [4],[5] / Prix spécial du jury : Grands prix littéraires de la Montérégie 2010 )
- Variétés Delphi, Montréal, Éditions Héliotrope, 2012[6],[7] (1er prix roman : Grands prix littéraires de la Montérégie 2013).
- « La jeune fille et les porcs », dans Printemps spécial. Fictions, Montréal, Éditions Héliotrope, coll. « sérieK », 2012 (nouvelle dans un recueil de 12 nouvelles consacrées à la Grève étudiante québécoise de 2012[8],[9]).
- Vol DC-408, Montréal, Éditions Héliotrope, 2019.
- « Zorro carnaval », dans Récits infectés, Mémoire d'un temps suspendu, Montréal, Éditions XYZ, coll. « Quai no 5 », 2022 (récit dans un recueil de 20 textes consacrés à la Pandémie de Covid-19[10]).

### Travaux de recherches et articles
- « Postmodernisme et autorité éditoriale : la contamination subversive dans l'édition critique de Trou de mémoire », dans Vincent Desroches, Geoffrey Turnosky (dir.), Auteur / Autorité, New York, Columbia, 1995[11].
- Lector in "Jalousie" : énonciation, cognition et postmodernisme dans La Jalousie d'Alain Robbe-Grillet (thèse), Montréal, Université du Québec, 1997 (ISBN 9782763835150).
- « Lector in Jalousie », Littératures, no 16,‎ 2017 (lire en ligne).